# Carmen Rodríguez (florecistka)
Carmen Rodríguez Oliva (ur. 15 lipca 1972) – gwatemalska florecistka, uczestniczka letnich igrzysk olimpijskich.
Rodríguez reprezentowała Gwatemalę na Letnich Igrzyskach Olimpijskich 1996 w Atlancie. W pierwszym pojedynku przegrała z reprezentantką Izraela Ayelet Ohayon. Ostatecznie została sklasyfikowana na 37. miejscu razem z czterema innymi zawodniczkami.